# Zethera aganippe
Zethera aganippe är en fjärilsart som beskrevs av Felder 1863. Zethera aganippe ingår i släktet Zethera och familjen praktfjärilar. Inga underarter finns listade i Catalogue of Life.